# Hans-Michael Körner
Hans-Michael Körner (* 10. Juni 1947 in Eschlkam) ist ein deutscher Historiker und Geschichtsdidaktiker.

## Leben
Nach seinem Abitur am Gymnasium in Cham 1966 studierte Körner Deutsche Philologie und Geschichte für das Gymnasiallehramt an der Ludwig-Maximilians-Universität München (LMU). Er schloss mit dem ersten Staatsexamen ab und wurde Assistent am Historischen Institut der Universität Regensburg. In Regensburg wurde Körner 1976 bei Dieter Albrecht mit der Arbeit Staat und Kirche in Bayern 1886–1918 promoviert. Anschließend wechselte er als Akademischer Rat an die LMU München, absolvierte das Lehramtsreferendariat und ging wieder an die LMU zurück, wo er an Hubert Glasers Lehrstuhl für Didaktik der Geschichte 1988 seine Habilitation mit dem Titel Staat und Geschichte im Königreich Bayern anfertigte.
Nach einem Lehraufenthalt in den USA erhielt Körner 1991 einen Ruf als Professor für Bayerische Geschichte und Didaktik der Geschichte an die Julius-Maximilians-Universität Würzburg. Von 1995 bis 2012 war er Inhaber des Lehrstuhls für Didaktik der Geschichte an der Ludwig-Maximilians-Universität München. Außerdem war er von 2000 bis 2021 Vorstand des Universitätsarchivs München.
Körner ist u. a. Mitglied der Kommission für Zeitgeschichte, der Kommission für bayerische Landesgeschichte an der Bayerischen Akademie der Wissenschaften, Mitherausgeber des Historischen Jahrbuchs der Görres-Gesellschaft und Initiator der Bavaristischen Ringvorlesung an der LMU. Sein Forschungsinteresse gilt neben der Didaktik der Geschichte der bayerischen Landesgeschichte des 19. und 20. Jahrhunderts. Er ist Autor bzw. Herausgeber mehrerer Standardwerke wie der Großen bayerischen biographischen Enzyklopädie, einer Geschichte des Königreichs Bayern und der Bände zu Altbayern, Schwaben und Franken des Handbuchs der historischen Stätten.
2012 wurde Körner mit dem Waldschmidt-Preis ausgezeichnet, 2016 erhielt er den Verdienstorden der Bundesrepublik Deutschland (Verdienstkreuz am Bande).
Bereits 2002 wurde Hans-Michael Körner als ordentliches Mitglied der Geisteswissenschaftlichen Klasse in die Sudetendeutsche Akademie der Wissenschaften und Künste berufen.

## Veröffentlichungen (Auswahl)
Als Autor:
- Staat und Kirche in Bayern 1886–1918. Matthias-Grünewald-Verlag, Mainz 1977 (Dissertation, Universität Regensburg, 1976).
- Staat und Geschichte in Bayern im 19. Jahrhundert. Beck, München 1992 (Habilitationsschrift, Universität München, 1988/89).
- Geschichte des Königreichs Bayern. Beck, München 2006.
- Die Wittelsbacher. Vom Mittelalter bis zur Gegenwart (= C. H. Beck Wissen). Beck, München 2009.

Als Herausgeber:
- mit Ingrid Körner: Aus den Lebenserinnerungen. Leopold Prinz von Bayern 1846–1930. Pustet, Regensburg 1983, ISBN 3-7917-0872-4.
- Große Bayerische Biographische Enzyklopädie. De Gruyter Saur, Berlin / New York 2005, ISBN 3-11-097344-8 (E-Book).